# Operacja Wal-Fajr 8
Operacja Wal-Fajr 8 – irańska operacja wojskowa przeprowadzona w trakcie wojny iracko-irańskiej 11 lutego 1986 roku.
Celem operacji było rozbicie irackiego 7 Korpusu Armii i zajęcie portu Al-Fau oraz bazy morskiej Umm Kasr. Obrona iracka rozlokowana była poza rzeką Szatt al-Arab. Przeciwnik zmuszony był do przekroczenia grząskiego i podmokłego terenu obsadzonego gęstymi gajami palmowymi a sprzęt ciężki poruszać się mógł jedynie wzdłuż wybrzeża. Do ataku wydzielono dywizje irańskie Fadżr oraz Nasr, 21 i 77 Dywizję Strażników Rewolucji oraz Brygady: 55 Powietrznodesantową oraz 37 Piechoty Morskiej.

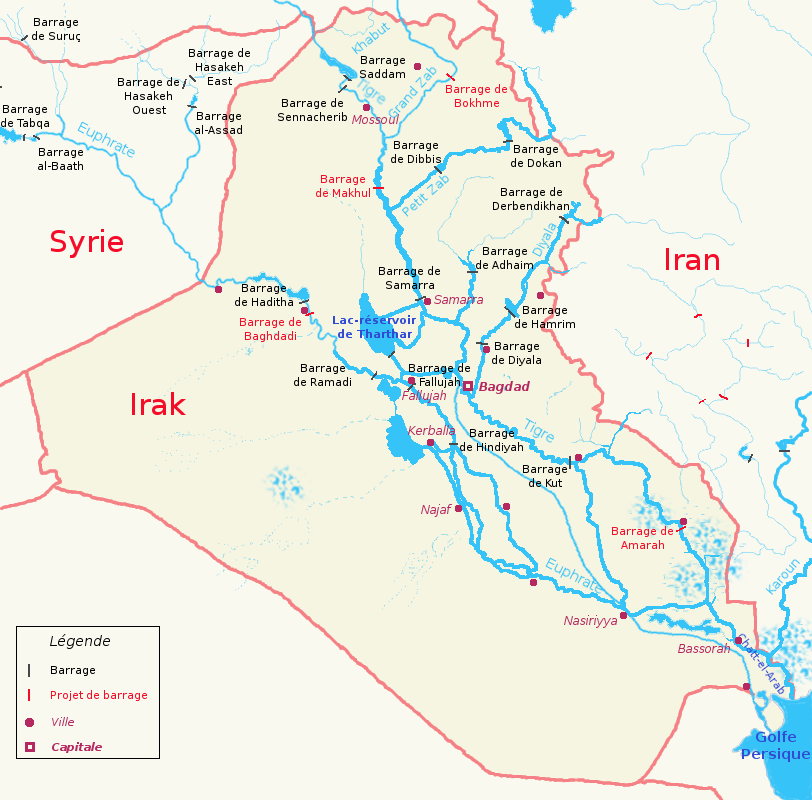
Lokalizacja rzeki Szatt al-Arab

Atak irański rozpoczął się wieczorem dnia 10 lutego 1986 uderzeniem dwóch dywizji przez rzekę Szatt al-Arab. Szybko opanowano wyspę Umm Rassas, zmuszając Irakijczyków do wycofania się i pozostawienia ciężkiego sprzętu. Kolejny celem stało się miasto Siba, skąd nastąpiło uderzenie w kierunku południowym, wykonując desant w rejonie Al-Fau.
Dnia 14 lutego zdobyto port i miasto Al-Fau kierując się na bazę morską Umm Kasr. W międzyczasie wojska irackie w wyniku kontrataku odbiły wyspę Umm Rassas. W tym samym dniu 14 lutego, działając w bagnistym terenie Irakijczykom udało się powstrzymać irańską ofensywę. Siły powietrzne Iraku wykonały kilkaset lotów bojowych, jednak pogoda zmniejszała efektywność nalotów. Następnie trzy zgrupowania armii irackiej uderzyły na 3 różnych odcinkach. W miękkich piaskach i moczarach ataki irackie zostały jednak powstrzymane. Dochodziło do sytuacji, w której zdobyte przez wojska irackie pozycje w dzień, odbijane były przez Irańczyków w nocy. W ciągu 3 tygodni walk, Irakijczykom udało się przesunąć zaledwie 7 km w głąb terenu. Nieskuteczność ataków, zmusiła dowództwo irackie do rezygnacji z prób odzyskania Al-Fau i przesunięcia obrony na inne zagrożone odcinki w rejon Basry. Efektem ofensywy Wal-Fajr 8 stało się zajęcie portu Al-Fau wraz z pasem wybrzeża do Umm Kasr, a tym samym odcięcie Iraku od wód Zatoki Perskiej.